# مردی از لندن
مردی از لندن (به مجاری: A Londoni férfi) فیلمی ساخته کارگردان مجارستانی بلا تار در ژانر جنایی، درام، معمایی است که در سال ۲۰۰۷ به نمایش همگانی درآمد. مردی از لندن نخستین فیلم بلا تار بود که در جشنواره کن به نمایش عمومی درآمد، اما برخلاف انتظارهای زیاد، هیچ جایزه‌ای به دست نیاورد. توزیع‌کنندهٔ فرانسوی علت این قضیه را دوبلهٔ ضعیف و نمایش دیرهنگام فیلم دانست. بعد از دوبلهٔ مجدد در مدار جشنواره‌های فیلم به نمایش گذاشته شد.

## داستان فیلم
مردی از لندن داستان زندگی مردی به نام «مالون» است که در کنار دریای بی‌کران زندگی ساده‌ای دارد. او به ندرت متوجه جهان پیرامون‌اش می‌شود و روند کند و اجتناب‌ناپذیر زندگی‌اش را پذیرفته به تنهایی خویش خو کرده‌است. اما هنگامی که شاهد یک قتل می‌شود، زندگی‌اش به ناگاه دچار چرخشی اساسی می‌شود.

## بازیگران
- میروسلاو کروبوت در نقش مالون
- تیلدا سوینتن در نقش همسر مالون
- اریکا بوک در نقش هنریت
- یانوش درژی در نقش براون